# Pennisetum schweinfurthii
Pennisetum schweinfurthii är en gräsart som beskrevs av Pilg.. Pennisetum schweinfurthii ingår i släktet borstgräs, och familjen gräs. Inga underarter finns listade i Catalogue of Life.